# Теорема Шварца о второй производной
Теорема Шварца о второй производной устанавливает достаточные условия линейности функции. Используется в теории тригонометрических рядов.

## Формулировка
Если функция {\displaystyle F(x)} непрерывна в некотором интервале {\displaystyle (a,b)} и {\displaystyle \lim _{h\to 0}{\frac {F(x+h)+F(x-h)-2F(x)}{h^{2}}}=0} при всех значениях {\displaystyle x} в этом интервале, то {\displaystyle F(x)} есть линейная функция.

## Доказательство
Выражение, стоящее слева в условии теоремы, называется обобщенной второй производной функции {\displaystyle F(x)}. Если {\displaystyle F(x)} имеет обыкновенную вторую производную, то обобщенная вторая производная равна ей и доказывать нечего.
Рассмотрим функцию {\displaystyle \phi (x)=F(x)-F(a)-{\frac {x-a}{b-a}}(F(b)-F(a))}. Очевидно, {\displaystyle \phi (a)=0} и {\displaystyle \phi (b)=0}. Для доказательства теоремы покажем, что {\displaystyle \phi (x)=0} при всех значениях {\displaystyle x}. Предположим, что {\displaystyle \phi (x)} принимает положительные значения. Пусть {\displaystyle \phi (c)>0} в некоторой точке {\displaystyle c}. Введем функцию {\displaystyle \psi (x)=\phi (x)-{\frac {1}{2}}\epsilon (x-a)(b-x)}, где {\displaystyle \epsilon } - малое положительное число, такое, что {\displaystyle \psi (x)>0}. Функция {\displaystyle \psi (x)} имеет положительную верхнюю грань и достигает её, в силу своей непрерывности, в некоторой точке {\displaystyle x=\xi }. Очевидно {\displaystyle \psi (\xi +h)+\psi (\xi -h)-2\psi (\xi )\leqslant 0}. Но {\displaystyle {\frac {\psi (\xi +h)+\psi (\xi -h)-2\psi (\xi )}{h^{2}}}={\frac {F(\xi +h)+F(\xi -h)-2F(\xi )}{h^{2}}}+\epsilon } и при {\displaystyle h\rightarrow 0} правая часть стремится к {\displaystyle \epsilon }. Получено противоречие. К подобному же противоречию приводит предположение, что {\displaystyle \phi (x)} принимает отрицательные значения. Следовательно, {\displaystyle \phi (x)=0} при всех значениях {\displaystyle x} и {\displaystyle F(x)} есть линейная функция.